# JR九州酒店&度假村控股株式会社
JR九州酒店度假村控股株式会社  （英语：JR Kyushu Hotels & Resorts Holdings    日语: JR九州ホテルズアンドリゾーツホールディングス株式会社）是一家酒店管理公司。酒店集团由九州旅客铁道株式会社（JR九州）所创立，公司现由首席執行官松本淳也所领导。业务包括日本九州全境，冲绳和京都，东京地区，旗下拥有三家酒店运营公司JR九州酒店株式会社（3个酒店品牌，12家酒店及2家高档温泉旅馆），JR九州豪斯登堡酒店株式会社（1家4星级度假酒店），JR九州车站酒店小仓株式会社(1家准4星酒店)

## 历史
JR九州酒店度假村控股株式会社成立于2019年，由JR九州100%出资。其目的为统合管理JR九州其旗下的3家酒店运营公司。

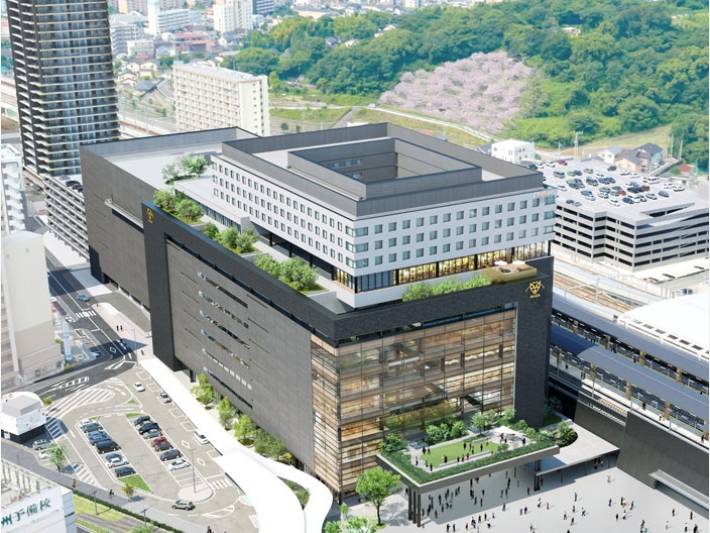
尊享花博 熊本酒店

建于2004年营业15年的JR九州酒店熊本,在2019年2月被解体,重建为1万9000平方米的新型综合购物广场酒店，其将成为熊本市的新地标。

新酒店的品牌为<尊享花博（THE BLOSSOM ）>，位于综合设施的9-12楼，共200个房间。综合设施的8楼为婚宴会场，1-7楼为商业店铺。

2018年6月JR九州购买了位于京都市下京区市营地铁五条站附近，1312平方米的土地。该土地将被用于建设新的<尊享花博（THE BLOSSOM ）>酒店,该酒店开业时间原计划为2021年夏季，由于新冠疫情的影响将被延迟开业至2022年春季。

## 酒店品牌
*中档经济型品牌 <JR九州酒店>,<JR九州车站酒店小仓>

JR九州酒店 小仓（JR KYUSHU HOTEL KOKURA）187间客房

JR九州酒店 长崎（JR KYUSHU HOTEL NAGASAKI）144间客房

JR九州酒店 宫崎（JR KYUSHU HOTEL MIYAZAKI ）141间客房

JR九州酒店 鹿儿岛（JR KYUSHU HOTEL KAGOSHIMA）247间客房

JR九州车站酒店小仓(JR KYUSHU STATION HOTEL KOKURA) 294间客房

(JR九州车站酒店小仓有区别于JR九州酒店 小仓）

*高档型品牌   <花博酒店> 

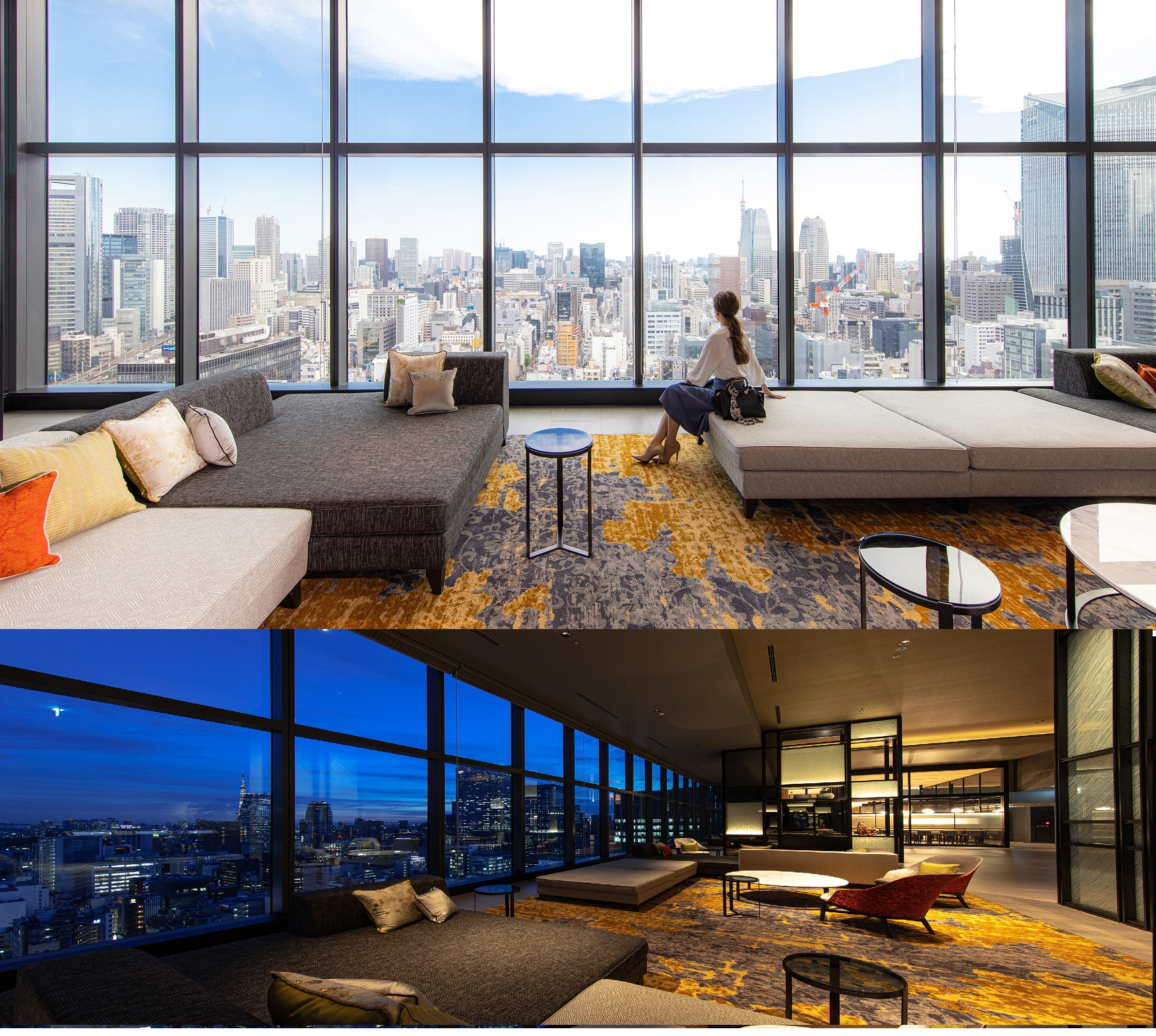
尊享花博日比谷酒店19楼大堂

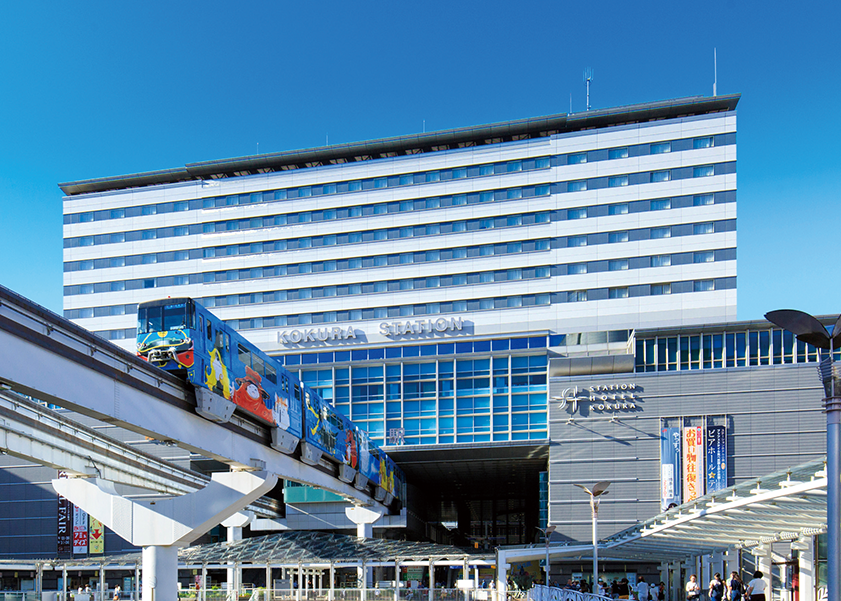
JR九州车站酒店小仓

花博新宿（JR KYUSHU HOTEL Blossom Shinjuku）239间客房

花博那霸（JR KYUSHU HOTEL Blossom Naha）218间客房

花博大分（JR KYUSHU HOTEL Blossom Oita）190间客房

花博博多中央（JR KYUSHU HOTEL Blossom Hakata Chuo）247间客房

花博福冈（JR KYUSHU HOTEL Blossom Fukuoka）90间客房

*豪华型品牌  <尊享花博>

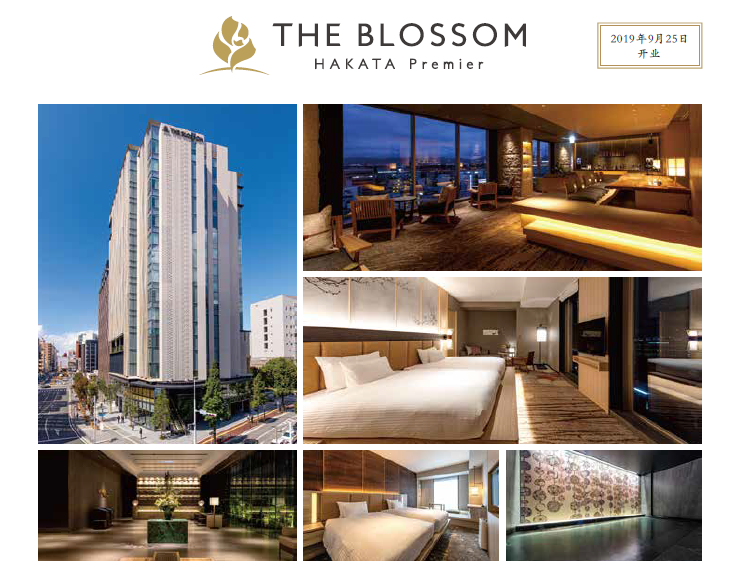
尊享花博 博多之粹

尊享花博日比谷（THE BLOSSOM HIBIYA）255间客房

尊享花博博多之粹（THE BLOSSOM HAKATA Premier）238间客房

*高档度假温泉旅馆  <花别府>

别府温泉ー竹与椿之御宿ー 花别府（Beppu Onsen Taketotsubakinooyado Hanabepp）30间客房

*高档度假温泉度假村  <屋久岛度假村>

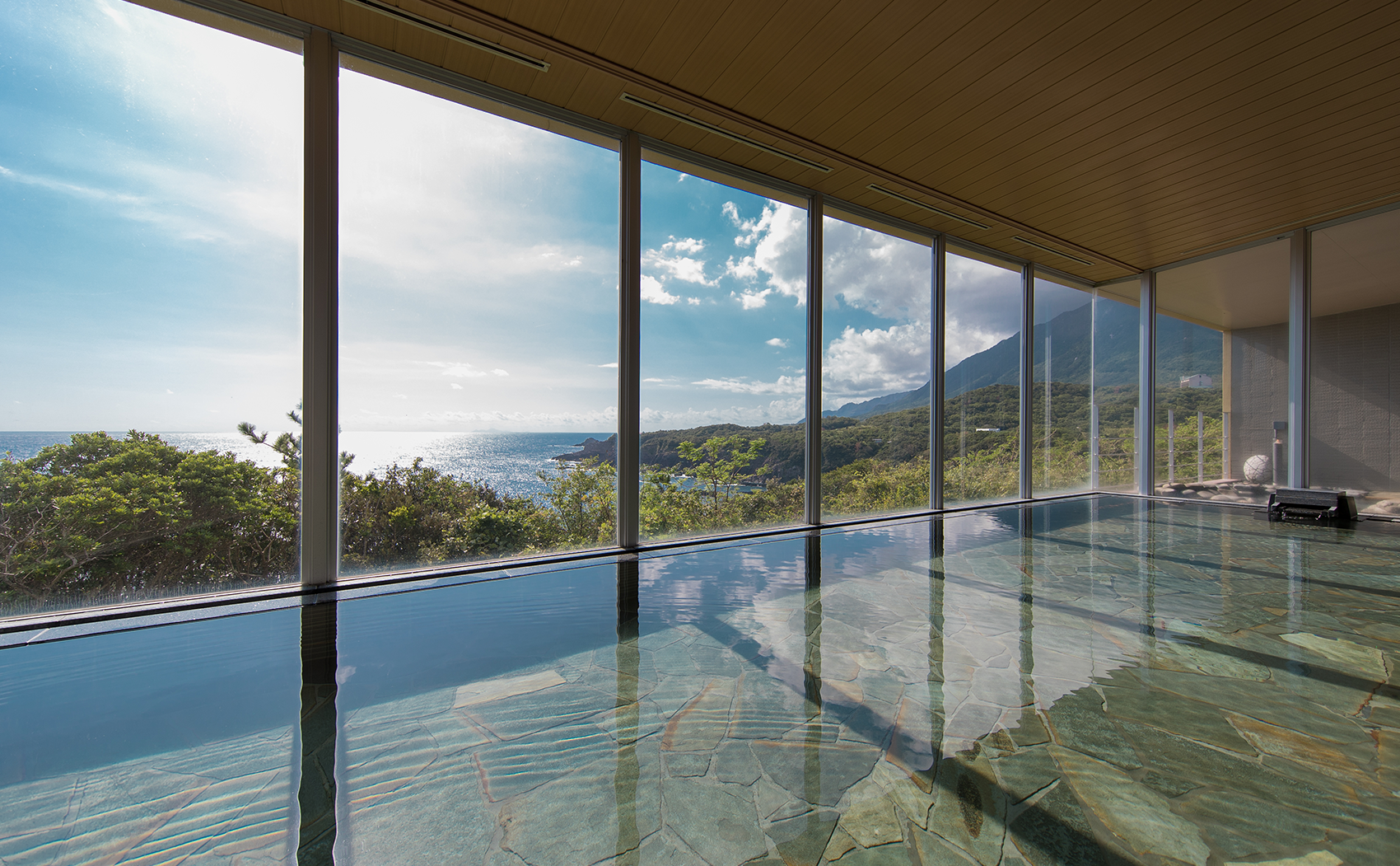
JR酒店屋久岛度假村露天温泉

JR酒店屋久岛度假村（JR Hotel Yakushima）46间客房

*主题公园酒店  <JR豪斯登堡>

JR豪斯登堡大仓酒店（Hotel Okura JR HUIS TEN BOSCH） 230间客房

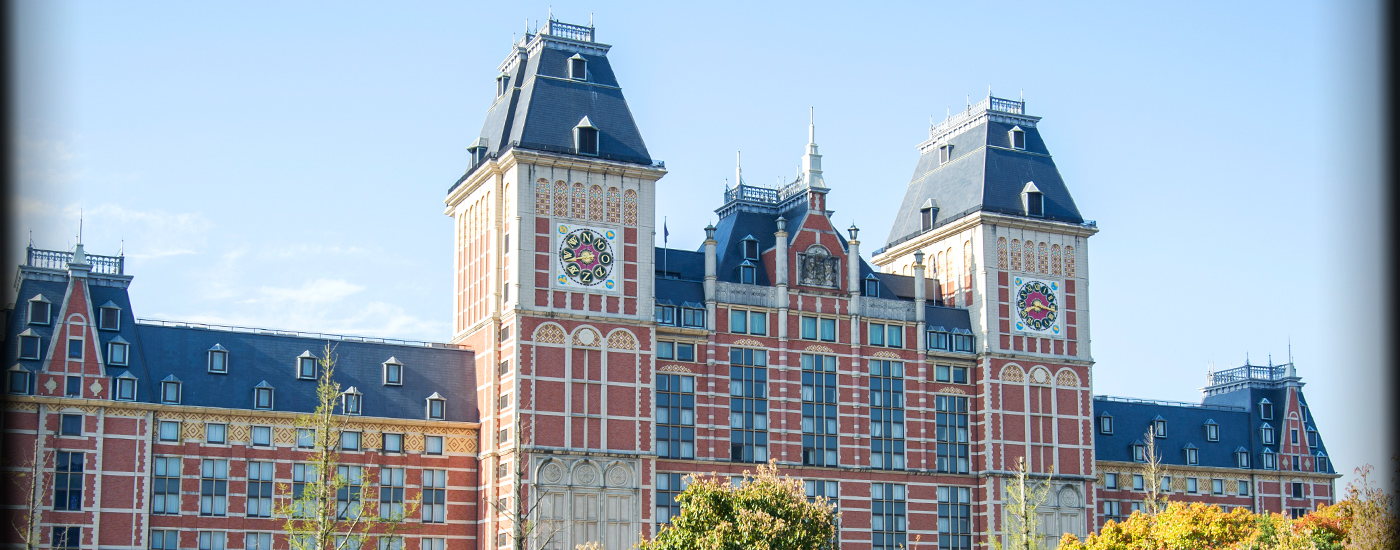
JR豪斯登堡大仓酒店